# Ziad Fazah
Ziad Youssef Fazah (arapski: زياد فصاح) (Monrovia, Liberija 10. lipnja 1954.) je liberijsko-libanonski poliglot. 
Fazah sam tvrdi da govori 59 jezika i da je to dokazao u nekoliko televizijskih programa gdje je uspješno komunicirao s izvornim govornicima na velikom broju stranih jezika.
U Guinnessovoj knjizi rekorda iz 1998. stoji zapisano da Fazah može govoriti i čitati 58 jezika, citirajući jedan njegov intervju koji je dao u Ateni srpnja 1991.
Ipak u programu čileanske televizije Viva el lunes, Ziad Fazah nije uspio razumjeti početničke fraze na finskom, ruskom, kineskom, hindskom, perzijskom igrčkom, poput pitanja na grčkom "Πόσες μέρες θα μείνετε εδώ στη Χιλί;" ("Koliko dana ćete ostati u Čileu?"). Također je pomiješao ruski i hrvatski kada je čuo pitanje: "Какой сегодня день недели?" ("Koji dan u tjednu je danas?"). Isto tako nije uspio razumjeti kinesku frazu "在月球上，能夠看到唯一的地球上的人造工程是甚麼" ("Zài yuèqiú shàng, nénggòu kàn dào wéiyī de dìqiú shàng de rénzào gōngchéng shì shénme?" Koja je jedina građevina koju je čovjek napravio a vidi se s mjeseca?).
Fazah tvrdi da govori, čita i razumije sljedeće jezike:
albanski, ahmarski, arapski, armenski, azerski, baludžijski, bengalski, bugarski, burmanski, kambodžanski, kantonski, cipriotski grčki, češki, danski, nizozemski, Dzongkha, engleski, fidžijski, finski, francuski, njemački, grčki, hebrejski, hindski, mađarski,  islandski, indonezijski, talijanski, japanski, kmerski, korejski, kirgijski, laoski, malgaški, malajski, mandarinski, mongolski, nepalski, norveški, paštunski, papiamentski, perzijski, poljski, portugalski, rumunjski, ruski, srpskohrvatski, šangajski, sinhalski, španjolski, tibetanski, Svahili, švedski, tadžički, tajski, turski, Urdu, uzbečki i vijetnamski.
Fazah trenutačno živi u Porto Alegreu u Brazilu.

## Vanjske poveznice
- First Person: Ziad Fazah. Financial Times. Pristupljeno 21. lipnja 2008. (engl.)
- Ziad Fazah in Viva el lunes in Chilean TV. Viva el lunes, Canal 13. Pristupljeno 10. rujna 2009. (šp.)